# Ибанешти (Олт)
Ибанешти (рум. Ibănești) насеље је у Румунији у округу Олт у општини Кунгреа. Oпштина се налази на надморској висини од 190 m.

## Становништво
Према подацима из 2002. године у насељу је живело 258 становника, од којих су сви румунске националности.